# Washington Open 1993
Il Washington Open 1993, noto come Legg Mason Tennis Classic per motivi di sponsorizzazione, è stato un torneo di tennis giocato sul cemento. È stata la 25ª edizione del Washington Open e faceva parte della categoria Championship Series nell'ambito dell'ATP Tour 1993, Si è giocato al William H.G. Fitzgerald Tennis Center di Washington negli Stati Uniti, dal 19 al 25 luglio 1993.

## Campioni

### Singolare
Amos Mansdorf ha battuto in finale  Todd Martin con il punteggio di 7–6(3), 7–5

### Doppio
Byron Black /  Rick Leach hanno battuto in finale  Grant Connell /  Patrick Galbraith con il punteggio di 6–4, 7–5